# Nicola Nisco (patriota)
Nicola Nisco (San Giorgio la Montagna, 29 settembre 1816 – San Giorgio la Montagna, 25 agosto 1901) è stato un patriota, economista e politico italiano.

## Biografia
Indicato anche con il nome Niccola era di famiglia importante e tra le più benestanti, suo padre era stato detenuto politico dal 1821 al 1825 in quanto carbonaro e liberale. 
Aveva studiato presso il collegio dei barnabiti di Avellino secondo gli insegnamenti del fisico e filosofo giobertiano Luigi Palmieri.
Successivamente si trasferisce a Napoli dove si laurea in giurisprudenza nel 1838, mostrando subito un forte interesse per la storia e la scrittura, lì inizia a fare pratica presso lo studio legale di Giuseppe Poerio entrando in contatto con la società dei circoli culturali e sociali più elevati, dove conobbe la futura consorte, la giovanissima e nobile di origini bavaresi Adele de Stedingkche, che sposò il 26 ottobre 1843, e dalla quale ebbe nove figli (Adolfo, Adriano, Beatrice, Carlo, Eleonora, Eugenia, Giacomo, Laura, Olimpia). 

Fece conoscenza con Carlo Poerio, Silvio Spaventa, Sigismondo Castromediano e strinse amicizia con Pasquale Stanislao Mancini, diventando guardia d'onore di re Ferdinando II e iniziando ad avvicinarsi alle idee liberali, facendo propaganda in tal senso nella sua provincia di nascita (il Principato Ultra), scrivendo articoli di storia, organizzando e prendendo parte a Napoli alle dimostrazioni del 22 e 27 novembre 1847, in seguito alle riforme liberali di Pio IX e anche ad un'altra dimostrazione più violenta, che provocò l'ordine di arresto per diversi dimostranti, compreso Nisco, che però fu evitato per la sua appartenenza alle guardie d'onore.
Si presentò al re con petizione di aderire alla lega dei principi riformatori, richiesta già rivolta dal Mamiani, e ripresentata su invito del Nisco anche dal Duca di Ascoli, senza ottenere però alcuna attenzione da parte del sovrano e tale attività ed altre manifestazioni di liberalismo causarono di nuovo problemi.
Tra i maggiori ad impegnarsi per richiedere la Costituzione, che il 29 gennaio 1848 fu approvata da Ferdinando II, si adoperò per la raccolta fondi in favore della guerra contro l'Austria per la liberazione della Lombardia, collaborando al giornale Nazionale con Silvio Spaventa e creandosi ancora una volta problemi per le critiche al governo di Ferdinando II, che indugiava nell'inviare truppe a sostegno della guerra contro l'Austria.
L'11 novembre 1848 pubblicò sul giornale Unione un articolo sulla sovranità del popolo per l'indipendenza d'Italia, che gli causò l'accusa di voler piombare su Napoli e proclamare la repubblica, due giorni dopo venne arrestato, venendo poi trasferito nelle tristi prigioni della Vicaria. 
Dopo 18 mesi di detenzione iniziò il processo detto dell'Unità Italiana in cui il procuratore Francesco Angelillo chiese per il Nisco e per altri 5 imputati la pena di morte, successivamente commutata in 30 anni ai ferri ed alla multa di 1 000 ducati.
Incatenato ad un altro condannato di nome Gaetano Errichiello, fu imprigionato nel carcere di Nisida, poi in quello di Ischia, il 1º marzo 1852 fu inviato nella ritenuta più sicura galera di Montefusco, dove la prigionia era durissima, privato della possibilità di leggere e scrivere, il Nisco veniva anche sottoposto a sofferenze fisiche e morali. Nel carcere di Montefusco veniva praticata anche la fustigazione.
Il 28 maggio 1855 veniva quindi trasferito nel carcere di Montesarchio, destinato ai prigionieri politici più pericolosi, quindi il 24 maggio 1859 la pena veniva commutata in quella dell'esilio e dopo un mese di permanenza ad Avellino sotto stretta sorveglianza, il 1º maggio 1859 si imbarcava per Malta, da qui ripartiva e senza scendere a terra, da Napoli ripartiva di nuovo per Livorno con la famiglia, stabilendosi poi a Firenze, dove già si trovavano altri esuli napoletani e dove poté riprendere la sua attività di studioso di economia scrivendo il primo volume dell'opera La moneta e il credito, che aveva già iniziato a scrivere durante l'ultima parte della sua prigionia, quando gli era stato infine concesso di poter scrivere.
Il 17 gennaio 1860 il ministro Ricasoli lo nomina professore di economia sociale nel Real Istituto di perfezionamento, quindi fu il primo a far conoscere al principe di Carignano l'abbandono dall'appoggio alla dinastia borbonica da parte del Nunziante, che della stessa era stato importante sostegno, notizia poi comunicata a Cavour.
Il 26 luglio 1860 Nisco si reca a Torino dove viene ricevuto da Cavour e conosce Vittorio Emanuele II, ricevendo incarico dal Cavour di recarsi a Napoli, dove la Costituzione concessa da Francesco II permetteva il rimpatrio degli esiliati. 
Dopo il suo arrivo a Napoli il 3 agosto 1860, con il Persano, Villamarina e Liborio Romano con larghe disponibilità finanziarie si adoperava per far sbarcare armi, munizioni e fare propaganda antiborbonica tra le truppe.

In quel periodo il Nisco suggerì al Conte di Siracusa di scrivere la lettera che invitava Francesco II ad abdicare in favore dell'unità italiana, lettera che pubblicata provocherà un grande effetto morale sull'opinione pubblica.
Nei giorni precedenti l'entrata di Garibaldi a Napoli il Nisco contribuì ad operare per impedire che la flotta seguisse il re verso Gaeta e con il nuovo governo assunse la carica di ministro per l'Agricoltura, Industria e Commercio.
Nel 1861 venne eletto deputato, dovendo dimettersi per incompatibilità dalla carica di ministro e ricoprendo l'incarico parlamentare senza interruzioni dal 1861 al 1874 nella destra storica.
Divenuto nel 1866 direttore del Banco di Napoli presso la sede di Firenze, sostenne la necessità di riformare l'istituto introducendo quote azionarie, fatto che provocò una netta opposizione da parte del consiglio generale e le sue dimissioni dopo circa sette mesi. 
Dopo le mancate rielezioni del 1876 e 1880, nel 1881 si ritirava dalla vita politica dedicandosi completamente agli studi storici, scrivendo tra le altre sue opere: la Storia d'Italia, la Storia civile del Regno d’Italia e Gli ultimi 36 anni del reame di Napoli.

## Pubblicazioni
- Storia d'Italia, Roma, Voghera Carlo Tipografo.
- Storia del reame di Napoli dal 1824 al 1860, Napoli, Alfredo Guida Editore.
- Storia civile del Regno d'Italia, Napoli, Morano Editore.